# Xương tần An thị
Xương tần họ An (chữ Hán: 昌嬪安氏, Hangul: 창빈안씨; 1499 - 8 tháng 10, 1549), là một hậu cung của Triều Tiên Trung Tông, và là nội tổ mẫu của Triều Tiên Tuyên Tổ.

## Cuộc đời
An thị người ở An Sơn, là con gái của Thất phẩm Địch Thuận phó úy An Thản Đại (安坦大), mẹ là Hoàng thị (黃氏). Bà nhập cung năm 9 tuổi, với tư cách là cung nữ hầu hạ cho Trinh Hiển vương hậu, mẹ ruột của Trung Tông đại vương.
Trung Tông năm thứ 13 (1518), bà được Trung Tông sủng ái. Hai năm sau (1520), bà được Trung Tông chính thức phong vị Chính ngũ phẩm Thừa Ân thượng cung (承恩尙宮).
Năm 1521, bà sinh hạ đứa con đầu lòng Lý Cự (李岠), được phong làm Vĩnh Dương quân (永陽君). Năm 1526, bà sinh hạ Tĩnh Thận ông chúa (靜愼翁主). Năm 1529, bà được thăng vị Tòng tứ phẩm Thục viên (淑媛).
Năm 1530, bà hạ sinh hạ con trai thứ là Lý Thiệu, được phong làm Đức Hưng quân (德興君李岹). Năm 1540, bà được tấn phong làm Tòng tam phẩm Thục dung (淑容).
Năm 1544, Triều Tiên Trung Tông thăng hà. An Thục dung quyết định đến lăng của Trung Tông thủ lăng 3 năm. Sau khi quay về, theo lệ thì hậu cung của Tiên vương phải ra ngoài cung sống, nhưng Văn Định vương hậu đã để cho bà ở lại cung.
Năm 1547, Thục dung An thị quay trở về tư gia, đột nhiên lâm bệnh nặng. Đến năm 549, ngày 8 tháng 10, An thục dung qua đời, hưởng thọ khoảng 50 tuổi. Năm 1577, Tuyên Tổ năm thứ 10, nhà vua truy tôn tổ mẫu Thục dung An thị là Chính nhất phẩm Xương tần (昌嬪).

## Hậu duệ
Xương tần An thị sinh hạ cho Triều Tiên Trung Tông 3 vương tử và 1 vương nữ:
1. Thứ tứ tử Vĩnh Dương quân Lý Cự (永陽君李岠; 1521 - 1562), kết hôn với Quận phu nhân Thuận Hưng An thị, sinh ra Hưng Ninh quân Lý Tú Thuyên (興寧君 李秀筌). Thụy Thành Điệu (成悼).
2. Vương tử, ấu danh Di Thọ (頤壽).
3. Thứ lục nữ Tĩnh Thận ông chúa (靜愼翁主; 1526 - 1552), tên gọi Thiện Hoàn (善環), hạ giá lấy Hàn Xuyên úy Hàn Cảnh Hựu (韓景祐).
4. Thứ ngũ tử Đức Hưng đại viện quân Lý Thiệu (德興大院君李岹; 1530 - 1559), tự Cảnh Nhưỡng (景仰), kết hôn với Hà Đông phủ đại phu nhân Trịnh thị, sinh ra Triều Tiên Tuyên Tổ.